# Грядки (Кличевский район)
Гря́дки (бел. Гра́дкі) — деревня в Кличевском районе Могилёвской области Беларуси. Входит в состав Несятского сельсовета.

## География
Ближайшие населённые пункты Козлы, Новое Село и др.

## История
В 1909 году в Бацевичской волости Бобруйского уезда Минской губернии.
До 23 декабря 2009 года деревня входила в состав Октябрьского сельсовета.

## Население

### Численность
- 2009 год — 4 жителей

### Динамика
- 1909 год — 4 жителей, 1 двор (имение)[3]
- 2009 год — 4 жителей (перепись населения)[3]